# Csecsen–Ingus Autonóm Szovjet Szocialista Köztársaság
A Csecsen–Ingus Autonóm Szovjet Szocialista Köztársaság vagy Csecsen–Ingus ASZSZK az Oroszországi Szovjet Szövetségi Szocialista Köztársaság egyik autonóm köztársasága volt. Fővárosa Groznij volt.
Az 1979-es népszámlálás szerint területe 19 300 km², lakossága pedig 1 155 805 fő volt. A lakosság etnikai feloszlása az alábbiak szerint alakult: 611 405 fő csecsen, 134 774 ingus, a többi pedig orosz és más szláv etnikai csoport.

## Története

### Orosz Birodalom
A történelmi Ingusföld 1810-ben, míg Csecsenföld 1859-ben lett az Orosz Birodalom része.

### Szovjet időszak
Az 1917-es októberi orosz forradalom után, 1921. január 20-án Csecsenföld és Ingusföld csatlakozott a Hegyvidéki Autonóm Szovjet Szocialista Köztársasághoz. A Hegyvidéki ASZSZK feloszlása röviddel a megalakulása után kezdődött, és csecsen kerületét 1922. november 30-án különválasztották Csecsen Autonóm Terület néven. 1924. július 7-én a Hegyvidéki ASZSZK maradványait felosztották az Észak-Oszét Autonóm Terület és az Ingus Autonóm Terület között. 1934. január 15-én a Csecsen és az Ingus Autonóm Területek egyesültek Csecsen–Ingus Autonóm Terület néven, amely 1936. december 5-én autonóm szovjet szocialista köztársasággá emelkedett.

### Második világháború
A második világháború alatt, 1942–43-ban a köztársaságot részben a náci Németország tartotta megszállása alatt, ezalatt 40 000 csecsen harcolt a Vörös Hadseregben. 1944. március 3-án Sztálin parancsára feloszlatták a köztársaságot, és a lakosságát erőszakkal internálták a támadókkal és a szeparatizmussal való együttműködés vádjaként. Az ASZSZK területét felosztották a Sztavropoli határterület, a Dagesztáni ASZSZK, az Észak-Oszét ASZSZK és a Grúz SZSZK között.

### Hidegháború
Hruscsov 1957. január 9-én visszaállította a köztársaságot.
1990 novemberében a köztársaság kormánya kiadta a szuverenitásának nyilatkozatát, 1991 májusában pedig egy független csecsen–ingusi köztársaságot kiáltottak ki, amelyet később külön, Csecsen Köztársaság és Ingus Köztársaság néven vettek fel az Orosz Föderációba

## Demográfiai adatok
Forrás: Orosz Szövetségi Állami Statisztikai Hivatal
| Év   | Születések száma | Elhalálozások száma | Születési ráta | Halálozási ráta |
| ---- | ---------------- | ------------------- | -------------- | --------------- |
| 1970 | 22 651 fő        | 6 075 fő            | 21.2           | 5.7             |
| 1975 | 22 783 fő        | 6 469 fő            | 20.4           | 5.8             |
| 1980 | 24 291 fő        | 7 711 fő            | 20.7           | 6.6             |
| 1985 | 30 745 fő        | 10 170 fő           | 25.0           | 8.3             |
| 1990 | 31 993 fő        | 11 039 fő           | 28.2           | 9.7             |
| 1991 | 31 498 fő        | 11 081 fő           | 26.3           | 9.2             |
| 1992 | 28 875 fő        | 10 666 fő           | 23.1           | 8.5             |

- Etnikai csoportok

| Etnikai csoport | 1926               | 1939               | 1959               | 1970               | 1979               | 1989               | 2002                 |
| --------------- | ------------------ | ------------------ | ------------------ | ------------------ | ------------------ | ------------------ | -------------------- |
| Csecsenek       | 295 762 fő (61,4%) | 368 446 fő (52,9%) | 243 974 fő (34,3%) | 508 898 fő (47,8%) | 611 405 fő (52,9%) | 734 501 fő (57,8%) | 1 127 050 fő (71,7%) |
| Ingusok         | 70 084 fő(14,5%)   | 83 798 fő (12,0%)  | 48 273 fő (6,8%)   | 113 675 fő (10,7%) | 134 744 fő (11,7%) | 163 762 fő (12,9%) | 363 971 fő (23,2%)   |
| Oroszok         | 78 196 fő (16,2%)  | 201 010 fő (28,8%) | 348 343 fő (49,0%) | 366 959 fő (34,5%) | 336 044 fő (29,1%) | 293 771 fő (23,1%) | 46 204 fő (2,9%)     |
| Egyéb           | 38 038 fő (7,9%)   | 43 761 fő (6,3%)   | 69 834 fő (9,8%)   | 74 939 fő (7,0%)   | 73 612 fő (6,4%)   | 78 395 fő (6,2%)   | 33 755 fő (2,1%)     |

## Fordítás
Ez a szócikk részben vagy egészben  a   Chechen-Ingush Autonomous Soviet Socialist Republic című angol Wikipédia-szócikk ezen változatának fordításán alapul.  Az eredeti cikk szerkesztőit annak laptörténete sorolja fel. Ez a jelzés csupán a megfogalmazás eredetét és a szerzői jogokat jelzi, nem szolgál a cikkben szereplő információk forrásmegjelöléseként.